# Asclepias euphorbiifolia
Asclepias euphorbiifolia là một loài thực vật có hoa trong họ La bố ma. Loài này được Engelm. ex A.Gray mô tả khoa học đầu tiên năm 1881.